# ایلسون ویلیانز رودریگز
ایلسون ویلیانز رودریگز (به پرتغالی: Ilson Wilians Rodrigues) مدافع اهل برزیل است 
ایلسون ویلیانز رودریگز در تیم‌های فوتبال کوریتیبا سابقهٔ حضور دارد.